# Josef Matoušek
Josef Matoušek (Žampach, 1928. szeptember 7. – Častolovice, 2019. május 11.) cseh atléta, kalapácsvető, olimpikon.

## Pályafutása
Az 1962-es belgrádi Európa-bajnokságon a hetedik, az 1964-es tokiói olimpián a kilencedik helyen végzett. Egyéni legjobbját 1963-ban érte el 68,78 méteres eredménnyel.